# Aepocerus nadelae
Aepocerus nadelae är en stekelart som beskrevs av Boucek 1993. Aepocerus nadelae ingår i släktet Aepocerus och familjen fikonsteklar. Inga underarter finns listade i Catalogue of Life.